# Beekrandenbeheer
Een beekrand is in Vlaanderen een bemestingvrije zone langs een waterloop. Voor het beheer van beekranden kan de landbouwer van het aanpalende land een beheerovereenkomst afsluiten met de Vlaamse Landmaatschappij (VLM) en hiervoor een jaarlijkse vergoeding ontvangen. De overeenkomst is vrijwillig en wordt aangegaan voor telkens 5 jaar.
Door de aanleg van de 6 meter brede bufferstrook tussen de waterloop en de weiden of akkers worden meerdere problemen tegelijk aangepakt. De waterkwaliteit verbetert door de verminderde afstroom van meststoffen en gewasbeschermingsmiddelen. In de bufferstroken kunnen planten zich volop ontwikkelen en dieren vinden er de nodige beschutting. Beken en waterlopen met natuurvriendelijke oevers vormen bovendien fraaie groene linten in het landschap. Tevens wordt rekening gehouden met praktische zaken zoals onderhoud van de beken en bereikbaarheid van percelen.
Landbouwers ondervinden echter nog praktische problemen bij de aanleg van een beekrand, zoals bijvoorbeeld door de aanwezigheid van historische ruimingsresten op de oever of dwarse afwateringsgreppels.